# 푸른 수염의 성

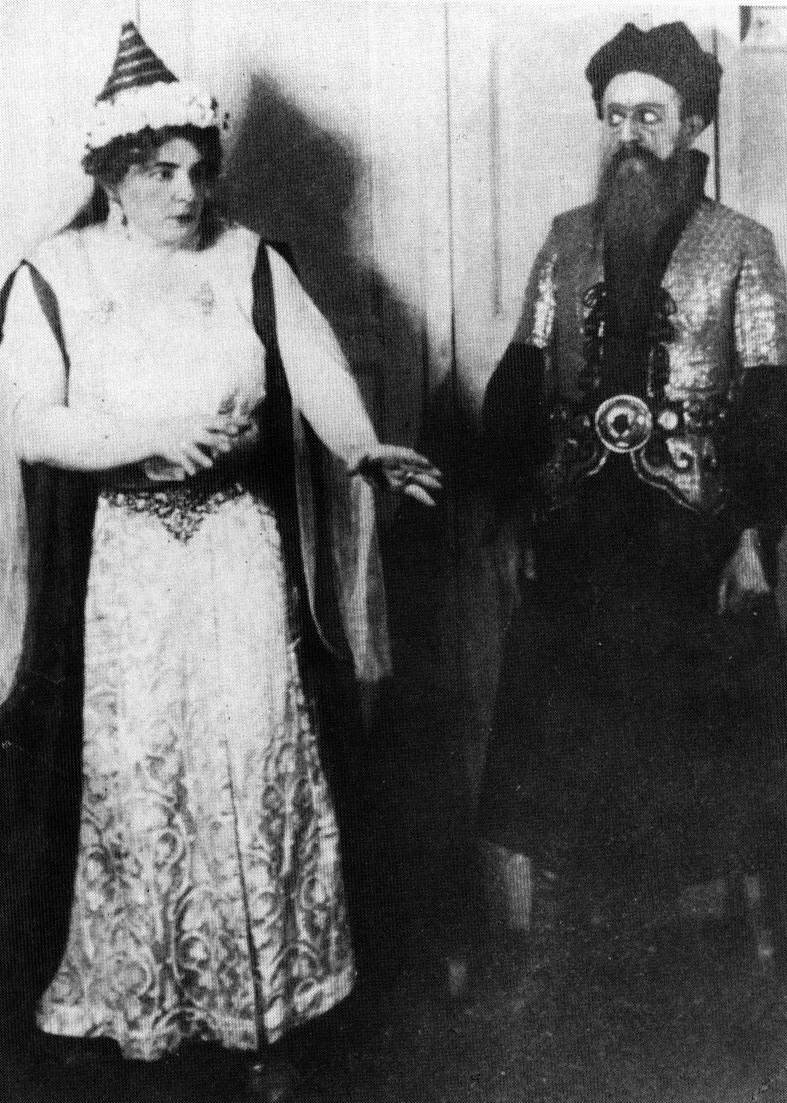

푸른 수염의 성(헝가리어: A kékszakállú herceg vára)은 버르토크 벨러가 작곡하고 대본을 작성한 1막의 헝가리 오페라이다. 이 작품은 오직 1시간 남짓하며, 푸른 수염의 영주와 그의 새아내 유디트, 이 두 배역만이 무대 위에서 노래를 부른다. 이 작품은 1918년 5월 24일 부다페스트에서 초연되었다. 대본은 원래 헝가리어로 작성되었으나, 역시 독일어로도 자주 불린다.

## 등장인물
- 서막: 대사
- 푸른 수염의 영주: 베이스, 또는 베이스바리톤
- 유디트: 소프라노, 또는 메조소프라노
- 푸른 수염의 아내들, 묵음
- (두 성악부가 자주 각기의 성역으로 불린다)

## 악기 편성
- 목관악기: 플루트4(제3~4는 피콜로를 겸함), 오보에2, 잉글리시 호른, 클라리넷3(A&B♭)(제1과 2는 E♭클라리넷을, 제3은 베이스 클라리넷을 겸함), 바순4(제4는 콘트라바순을 겸함)
- 금관악기: 호른4, 트럼펫(B♭)4, 트롬본4, 튜바
- 타악기: 팀파니, 큰북, 작은북, 탐탐, 심벌즈, 서스팬디드 심벌즈, 실로폰, 트라이앵글
- 건반악기: 첼레스타, 오르간
- 현악기: 하프2, 현악 5부

## 참고 문헌
- Elliott Antokoletz "Musical Symbolism in the Operas of Debussy and Bartók|Trauma, Gender, and the Unfolding of the Unconscious" with the collaboration of Juana Canabal Antokoletz (Oxford University Press) ISBN 13: 9780195103830 ISBN 10: 0195103831
- Carl S. Leafstedt "Inside Bluebeard's Castle" (Oxford University Press) ISBN 0-19-510999-6